# Hassan Bechara
Hassan Bechara, född den 17 mars 1945 i Beirut, Libanon, död 24 juli 2017, var en libanesisk brottare som tog OS-brons i supertungviktsbrottning i den grekisk-romerska klassen 1980 i Moskva.